# سردوبسک
شهر سردوبسک (به روسی: Сердобск) در کشور روسیه و در اوبلاست پنزا واقع شده‌است.